# Molophilus banias
Molophilus banias là một loài ruồi trong họ Limoniidae. Chúng phân bố ở miền Cổ bắc.